# Homalura disciventris
Homalura disciventris är en tvåvingeart som först beskrevs av Günther Enderlein 1911.  Homalura disciventris ingår i släktet Homalura och familjen fritflugor.
Artens utbredningsområde är Madagaskar. Inga underarter finns listade i Catalogue of Life.